# Iain Wilson
Iain Wilson (* 15. Dezember 1998) ist ein schottischer Fußballspieler, der bei Greenock Morton unter Vertrag steht.

## Karriere

### Verein
Iain Wilson spielte in seiner Jugendzeit beim FC Kilmarnock. Am 6. Dezember 2016 gab Wilson sein Profidebüt bei den Killies in der Scottish Premiership gegen den FC Aberdeen, als er für Jordan Jones eingewechselt wurde. Bis zum Ende der Saison 2016/17 absolvierte er 19 weitere Erstligaspiele. In der Spielzeit 2017/18 darauf kam er auf 13 Ligaspiele. Am 25. Spieltag erzielte er gegen den FC Dundee sein erstes Tor als Profispieler. Im Januar 2019 wurde Wilson an den schottischen Zweitligisten Queen of the South verliehen. Ein Jahr später wurde er ein weiteres Mal dorthin verliehen.

### Nationalmannschaft
Iain Wilson spielt seit 2015 in den Juniorennationalmannschaften von Schottland. Sein Debüt gab er in der U-17 gegen Bosnien und Herzegowina. Mit der U-17 nahm er an der Europameisterschaft 2015 in Bulgarien teil. Danach war er in der U-19, U-20 und U-21 aktiv.